# ZS busz (Miskolc)
A miskolci ZS jelzésű autóbusz a Búza tér és a Zsarnai piac kapcsolatát látta el 1979-től 2007-ig.

## Története
1979-ben indult, a szintén a Búza teret a Zsarnaival összekötő P busz helyett. Pénteken, piacnapon közlekedett; a városi bérlet nem volt rá érvényes, külön jegyet kellett rá venni. Az 1982-es menetrend szerint már a péntek mellett a szerdai piacnapon is közlekedett. Bár már 1981-től gyorsjáratként szerepelt a menetrendben, 1987. június 1-től még inkább azzá vált, innentől a két végállomás közt nem állt meg. Az 1988. június 1. és 1989. május 31. közti menetrendben szerint szerdán és szombaton közlekedett, az 1989/90-es menetrendben szerdán, pénteken és szombaton.
Az 1990/91-es menetrend szerint hétfőn, kedden és csütörtökön közlekedett. 1991-ben ez kiegészült a vasárnapi nappal. 1995-ben ismét sűrűsödött a járat, ekkor hétfő kivételével minden nap közlekedett. 2000. június 1-étől csak szerdán, pénteken, szombaton és vasárnap járt.
2006-ban megszüntették, 2007-ben kísérleti jelleggel május és augusztus között munkaszüneti napokon újraindult, ingyenes járatként.
2023. március 25-én és április 1-jén, szombati napokon ismét közlekedett, teszt jelleggel az Avas kilátó és a Zsarnai piac között. A járat minden érintett megállóban megállt, azonban a Zsarnai piac felé csak felszállni, az Avas kilátó irányába pedig csak leszállni lehetett, illetve 500 Ft-os különjeggyel lehetett utazni rajta, oda-vissza útra.